# Cyclamen hederifolium

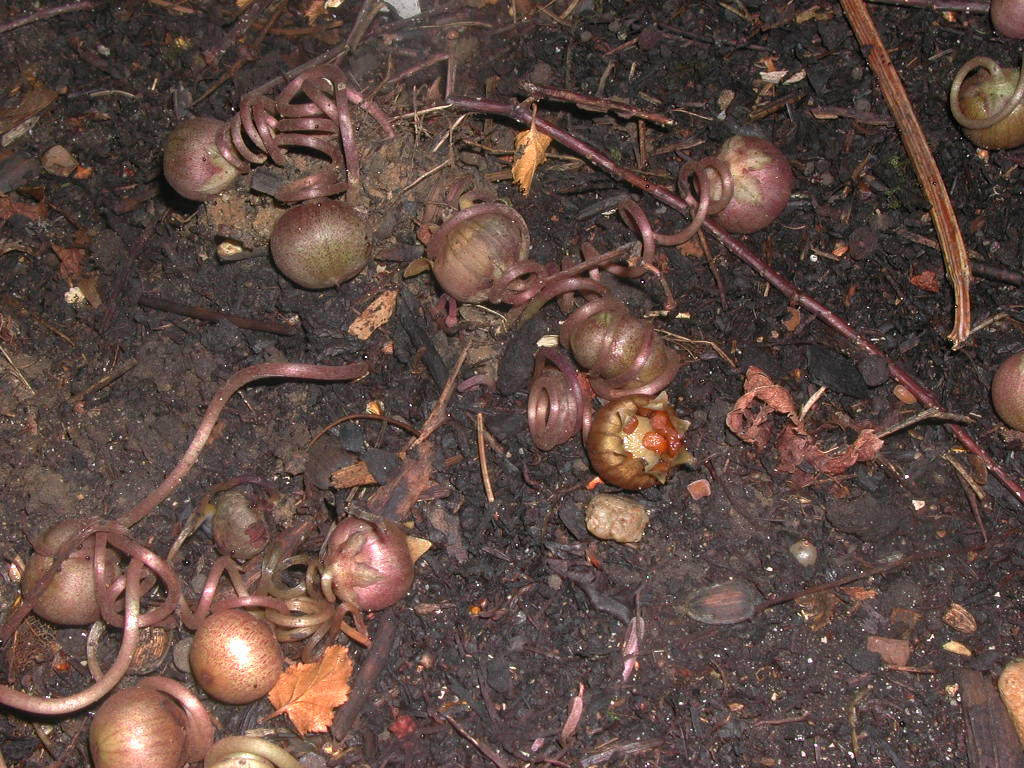
Fruits madurs amb algun ja obert i les seves llavors alliberades a terra.

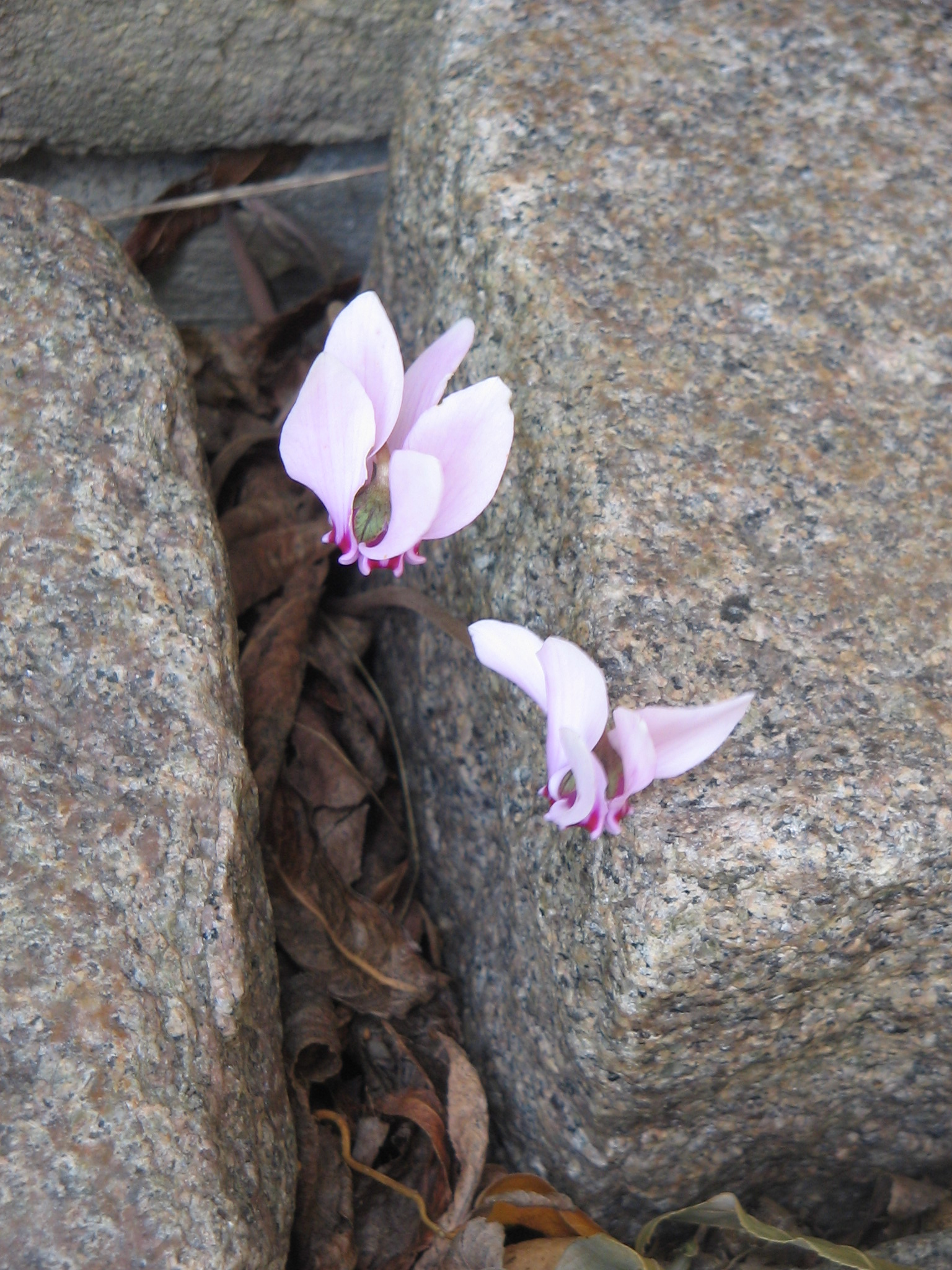
Vista de la planta al seu hàbitat

Cyclamen hederifolium és una espècie de planta bulbosa de la família de les Primulàcies.

## Morfologia
Aquesta petita planta arriba a mesurar 15 cm d'alçada amb tubercles d'uns 2-10 cm de diàmetre. Les arrels neixen de dalt i els costats d'aquest tubercle. Les fulles, que són bastant variables al seu contorn i coloració, broten de la seva part superior i són habitualment anguloses i de color verd clar amb un tint vermellós a les vores, que són també generalment dentades. Les flors tenen un llarg peduncle (10-30cm), són oloroses i penjants, amb una corol·la de pètals extrorsos fortament auriculats de color blanc, rosat més o menys clar o violaci, sovint vetes. El fruit és una càpsula sostinguda per una tija que s'enrotlla en una espiral helicoidal que acaba enterrant a terra. Floreix a la tardor, creix durant l'hivern i es posa en estat d'"hibernació" abans de l'estiu, quan els fruits maduren i s'obren, alliberant les llavors que seran, llavors, transportades, dispersades i enterrades als seus nius per formigues, nius subterranis als quals germinaran (mirmecocòria).

## Hàbitat i distribució
És nativa dels boscos, matollars i zones rocoses del Mediterrani, des del sud de França fins a Turquia i les illes del mar Egeu. És absent a la península Ibèrica. També s'ha naturalitzat més al nord a Europa i a les illes nord-occidentals del Pacífic. També es cultiva com a planta ornamental.

## Propietats
- Laxant enèrgic usat contra els cucs intestinals.
- En dosis elevades és verinós, de manera que només s'ha d'utilitzar per prescripció mèdica.

## Taxonomia
Cyclamen hederifolium va ser descrita per William Aiton i publicada a Linnaea 9: 573. 1835

### Etimologia
- Cyclamen: nom genèric que deriva del grec χυχλάμινος, probablement de χύχλος, cyclos, "cercle", per la forma arrodonida dels tubercles i de les fulles, i després llatinitzat cyclamen, cyclaminis o cyclaminos, en diversos autors de l'antiguitat: Plini el Vell (21, 51) (25, 116), Dioscòrides (II, 153) i altres, amb el mateix sentit.[3]
- hederifolium: epítet llatí que significa "amb les fulles d'Hedera".

### Subespècies
- Cyclamen hederifolium var. confusum Grey-Wilson

### Sinonímia
- Cyclamen aedirhizum Jord.
- Cyclamen albiflorum Jord.
- Cyclamen angulare Jord.
- Cyclamen autumnale Boos
- Cyclamen crassifolium Hildebr.
- Cyclamen cyclaminus Bedevian
- Cyclamen hederifolium f. albiflorum (Jord.) Grey-Wilson
- Cyclamen hederifolium subsp. crassifolium (Hildebr.) Culham, Denney & P.Moore
- Cyclamen hederifolium var. poli (Chiaje) Giardina & Raimondo
- Cyclamen hederifolium subsp. romanum (Griseb.) O.Schwarz
- Cyclamen hederifolium f. virgineum B.Mathew
- Cyclamen immaculatum Mazziari
- Cyclamen insulare Jord.
- Cyclamen linearifolium DC.
- Cyclamen neapolitanum Ten.
- Cyclamen poli Chiaje
- Cyclamen romanum Griseb.
- Cyclamen sabaudum Jord.
- Cyclamen subhastatum Rchb.
- Cyclaminum vernum Bubani
- Cyclaminus neapolitana (Ten.) Asch.[4]